# Гримсби
Гримсби (енгл. Grimsby) је град у Уједињеном Краљевству у Енглеској. Према процени из 2007. у граду је живело 87.701 становника.

## Становништво
Према процени, у граду је 2008. живело 87.701 становника.
| 1981.  | 1991.  | 2001.  |
| ------ | ------ | ------ |
| 91,532 | 90,703 | 87,574 |